# Gauliga Bayern 1938/39
Die Gauliga Bayern 1938/39 war die sechste Spielzeit der Gauliga Bayern im Fußball. Im Gegensatz zu den vorangegangenen Runden entwickelte sich in dieser Spielzeit ein spannendes Rennen um den Titel. Der 1. FC Nürnberg lag lange mit Aufsteiger BSG WKS Neumeyer Nürnberg (vormals ASV Nürnberg) an der Tabellenspitze gleichauf, am Ende triumphierte aber Verfolger 1. FC Schweinfurt 05. Nachdem die Elf um die Nationalspieler Andreas Kupfer und Albin Kitzinger beim Neuling Neumeyer Nürnberg mit 0:1 die Oberhand behalten hatte, gewannen die Schweinfurter auch bei Altmeister Nürnberg mit 2:1 und wurden erstmals Gaumeister. In der ersten Endrunde um die deutsche Meisterschaft in der Vereinsgeschichte verpasste der 1. FC Schweinfurt nur knapp den Einzug ins Halbfinale. Aus der Gauliga absteigen mussten Neuling VfB Coburg sowie Schwaben Augsburg, an ihre Stelle rückten zur Runde 1939/40 die Gewinner der Aufstiegsrunden VfR 07 Schweinfurt und FSV Nürnberg.

## Abschlusstabelle
| Pl. | Verein                        | Sp. | S  | U | N  | Tore    | Quote | Punkte |
| --- | ----------------------------- | --- | -- | - | -- | ------- | ----- | ------ |
| 1.  | 1. FC Schweinfurt 05          | 18  | 10 | 3 | 5  | 037:270 | 1,37  | 23:13  |
| 2.  | TSV 1860 München              | 18  | 8  | 6 | 4  | 033:210 | 1,57  | 22:14  |
| 3.  | SSV Jahn Regensburg           | 18  | 8  | 4 | 6  | 043:240 | 1,79  | 20:16  |
| 4.  | BSG WKS Neumeyer Nürnberg (N) | 18  | 9  | 2 | 7  | 027:230 | 1,17  | 20:16  |
| 5.  | 1. FC Nürnberg (M)            | 18  | 9  | 2 | 7  | 028:330 | 0,85  | 20:16  |
| 6.  | SpVgg Fürth                   | 18  | 8  | 3 | 7  | 023:260 | 0,88  | 19:17  |
| 7.  | FC Bayern München             | 18  | 7  | 3 | 8  | 026:310 | 0,84  | 17:19  |
| 8.  | BC 1907 Augsburg              | 18  | 4  | 6 | 8  | 028:350 | 0,80  | 14:22  |
| 9.  | VfB Coburg (N)                | 18  | 6  | 2 | 10 | 027:390 | 0,69  | 14:22  |
| 10. | SSV Schwaben Augsburg         | 18  | 4  | 3 | 11 | 032:450 | 0,71  | 11:25  |

| (M) | Titelverteidiger                       |
| (N) | Aufsteiger aus der Bezirksliga 1937/38 |

## Aufstiegsrunde

### Gruppe I
Qualifikation:
|                   | Gesamt |             | Hinspiel | Rückspiel |
| ----------------- | ------ | ----------- | -------- | --------- |
| FC Wacker München | 6:0    | PSV München | 2:0      | 4:0       |

Abschlusstabelle:
| Platz | Verein                         | Spiele | Tore | Quote | Punkte |
| ----- | ------------------------------ | ------ | ---- | ----- | ------ |
| 1.    | VfR 07 Schweinfurt             | 4      | 6:4  | 1,50  | 5:3    |
| 2.    | FC Wacker München              | 4      | 7:8  | 0,88  | 4:4    |
| 3.    | Turn- und Sport-Union Augsburg | 4      | 5:6  | 0,83  | 3:5    |

### Gruppe Süd
| Platz | Verein              | Spiele | Tore | Quote | Punkte |
| ----- | ------------------- | ------ | ---- | ----- | ------ |
| 1.    | FSV 1883 Nürnberg   | 4      | 7:7  | 1,00  | 6:2    |
| 2.    | VfL Neustadt/Coburg | 4      | 9:6  | 1,50  | 4:4    |
| 3.    | 1. FC Straubing     | 4      | 5:8  | 0,63  | 2:6    |